# Conus dictator
Conus dictator is een in zee levende slakkensoort uit het geslacht Conus. De slak behoort tot de familie Conidae. Conus dictator werd in 1898 beschreven door Melvill. Net zoals alle soorten binnen het geslacht Conus zijn deze slakken roofzuchtig en giftig. Zij bezitten een harpoenachtige structuur waarmee ze hun prooi kunnen steken en verlammen.